# Frontinella
Frontinella es un género de arañas araneomorfas de la familia Linyphiidae. Se encuentra en Norteamérica, Centroamérica, las Antillas y Este de Asia. 

## Lista de especies
Según The World Spider Catalog 12.0:
- Frontinella bella Bryant, 1948
- Frontinella communis (Hentz, 1850)
- Frontinella huachuca Gertsch & Davis, 1946
- Frontinella hubeiensis Li & Song, 1993
- Frontinella laeta (O. Pickard-Cambridge, 1898)
- Frontinella omega Kraus, 1955
- Frontinella potosia Gertsch & Davis, 1946
- Frontinella tibialis F. O. Pickard-Cambridge, 1902
- Frontinella zhui Li & Song, 1993